# متحف التعدين الألماني

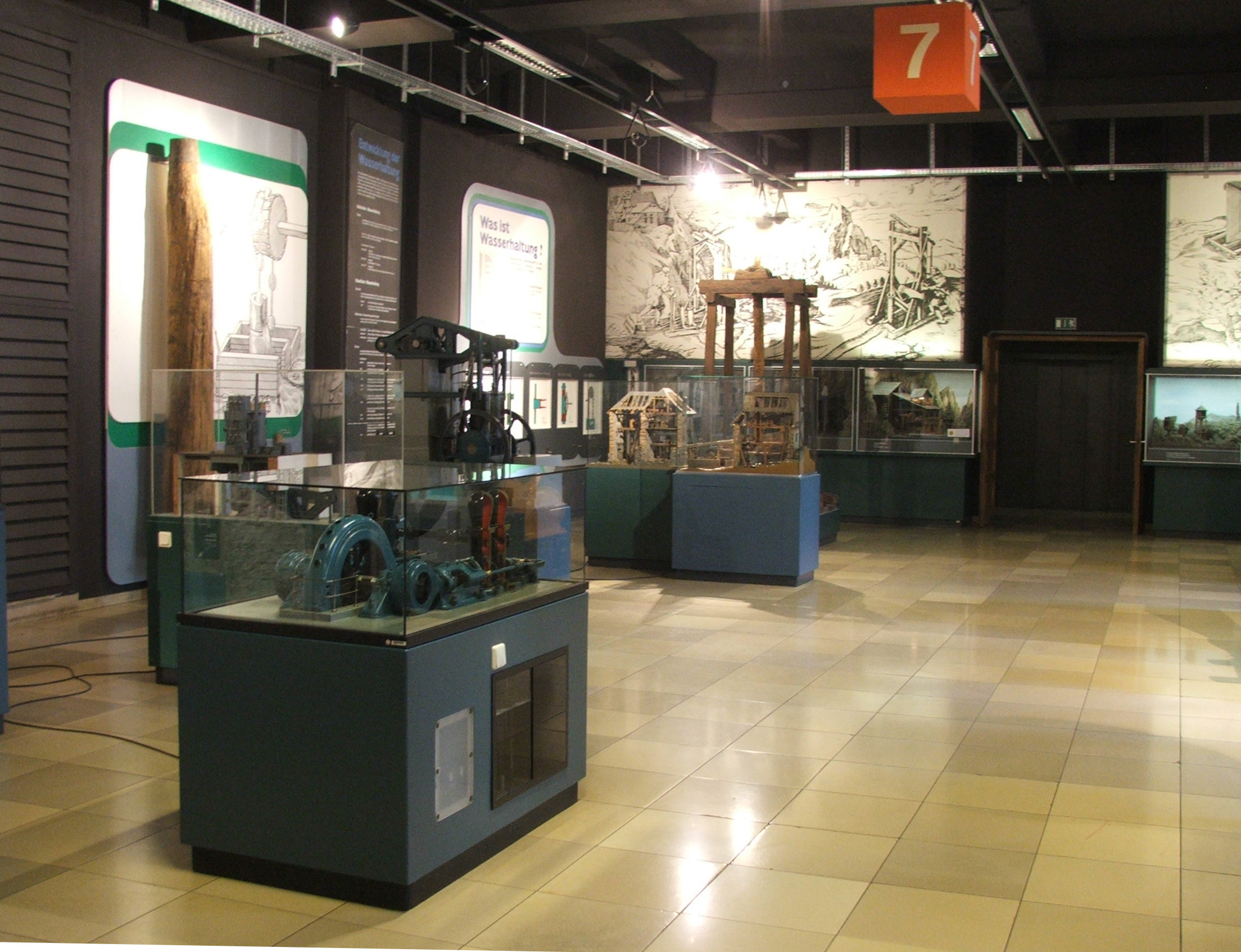

متحف التعدين الألماني DBM ((بالألمانية: Deutsches Bergbau-Museum Bochum)) في بوخوم هو أحد أكثر المتاحف زيارة في ألمانيا مع حوالي 365.700 زائر سنويًا (2012). وهو أكبر متحف تعدين في العالم،  ومؤسسة بحثية مشهورة لتاريخ التعدين.
تقدم المعارض فوق الأرض ومنجم العرض الذي أعيد بناؤه بأمانة أسفل تضاريس المتحف للزوار رؤى ثاقبة في عالم التعدين. المجالات الرئيسية للبحث من قبل العلماء في مؤسسة تاريخ وتكنولوجيا التعدين،  ومؤسسة توثيق وحفظ المصنوعات الثقافية. بصفته معهدًا بحثيًا، فإن المتحف عضو في مجتمع جوتفريد فيلهلم ليبنيز العلمي.

## الروابط الخارجية
- www. BergbauMuseum.de - الموقع الإلكتروني لمتحف التعدين الألماني بوخوم
- VFKK.de - Vereinigung der Freunde von Kunst und Kultur im Bergbau eV ، Bochum (بالألمانية)
- Schätze der Anden - Chiles Kupfer für die Welt نسخة محفوظة 10 فبراير 2013 at Archive.is (من 8 مايو 2011 إلى 19 فبراير 2012) (بالألمانية)
- وصف نقطة الارتكاز هذه كجزء من طريق الثقافة الصناعية
- Deutsches Bergbaumuseum - Geschenkt: Das kleine Schwarze نسخة محفوظة 17 يناير 2011 على موقع واي باك مشين. ، RuhrNachrichten.de، 13 January 2011، Ronny von Wangenheim (بالألمانية)